# Robert Jagła
Robert Aleksander Jagła (ur. 29 listopada 1968 w Żarowie) – polski polityk i menedżer, poseł na Sejm VII i X kadencji (2014–2015, od 2024).

## Życiorys
W 2007 ukończył studia magisterskie z zakresu zarządzania i marketingu na Politechnice Wrocławskiej, pracował jako menedżer. Był pełniącym obowiązki dyrektora Wojewódzkiego Ośrodka Ruchu Drogowego w Wałbrzychu, a w 2009 objął kierownictwo spółki hotelarskiej Rivendell. Później został wiceprezesem, a w 2013 prezesem zarządu Funduszu Regionu Wałbrzyskiego.
Zaangażował się w działalność polityczną w ramach Platformy Obywatelskiej, obejmując funkcję przewodniczącego struktur powiatowych PO. Przez kilka lat kierował biurem poselskim Zbigniewa Chlebowskiego, został też przewodniczącym koła partii w Żarowie. W 2006 z ramienia PO uzyskał mandat radnego powiatu świdnickiego. Sprawował go do 2010, kiedy to nie uzyskał reelekcji. W wyborach w 2011 bez powodzenia kandydował z listy PO do Sejmu w okręgu wałbrzyskim, otrzymując 4376 głosów. Mandat posła VII kadencji objął jednak 27 sierpnia 2014, zastępując Jakuba Szulca, który z niego zrezygnował. Zasiadł w Komisji Gospodarki oraz Komisji Innowacyjności i Nowoczesnych Technologii. W 2015 nie został ponownie wybrany do Sejmu. Bez powodzenia ubiegał się o mandat poselski również w wyborach w 2023 z ramienia Koalicji Obywatelskiej, zdobywając 5676 głosów (pierwszy niedający mandatu wynik). W 2024 z listy KO uzyskał mandat radnego Sejmiku Województwa Dolnośląskiego VII kadencji, z którego zrezygnował we wrześniu tego samego roku. 6 listopada objął mandat posła X kadencji (w miejsce zmarłej Izabeli Mrzygłockiej), zasiadł w Komisji do Spraw Kontroli Państwowej oraz Komisji do Spraw Petycji.

## Wyniki w wyborach ogólnopolskich
| Wybory | Komitet wyborczy   | Komitet wyborczy      | Organ             | Okręg | Wynik        |
| ------ | ------------------ | --------------------- | ----------------- | ----- | ------------ |
| 2011   |                    | Platforma Obywatelska | Sejm VII kadencji | nr 2  | 4376 (1,94%) |
| 2015   | Sejm VIII kadencji | Platforma Obywatelska | 3134 (1,34%)      | nr 2  |              |
| 2023   |                    | Koalicja Obywatelska  | Sejm X kadencji   | nr 2  | 5676 (1,76%) |